# 희망세상 농업포럼
희망세상 농업포럼은 농업인간의 상호교류와 협력, 농업인의 공동과제 해결, 농업인의 지위향상과 농촌의 안정적인 발전에 기여할 목적으로 2009년 2월 16일 설립된 대한민국 농림수산식품부 소관의 사단법인이다. 사무실은 서울특별시 서초구 양재동 242, b1-39 에 있다.

## 대표자
- 우관영

## 주요 사업
- 농업인들의 권익및 복지향상을 위한 활동
- 농업 발전을 위한 정책연구 수행
- 농업인의 소득향상을 위한 선진농업 생산유통 교육
- 기타 본 포럼의 목적 수행을 위하여 필요한 사업